# Cášská smlouva
Cášská smlouva (německy Vertrag von Aachen; francouzsky Traité d'Aix-la-Chapelle), celým jménem Cášská smlouva o francouzsko-německé spolupráci, je třináctistránkový dokument, který byl podepsán 22. ledna 2019 francouzským prezidentem Emmanuelem Macronem a německou kancléřkou Angelou Merkelovou v německém městě Cáchy.

## Předcházející události
Podepsání smlouvy o spolupráci mezi Francií a Německem předcházely dlouhodobě posilující vzájemné vztahy mezi oběma zeměmi. Obě země spojuje členství v Evropské unii a v NATO, což jsou instituce, na jejichž činnosti mají obě země nesporný vliv. Německou a francouzskou diplomacii spojuje především společná proevropská politika, dobré vztahy vůdců obou zemí a usilování Německa o místo v Radě bezpečnosti OSN. V den podpisu smlouvy Angela Merkelová před novináři podpořila Macronovu myšlenku vzniku jedné Evropské armády. Podepsání proběhne symbolicky ve městě Cáchy, které bylo v minulosti městem pro obě země společné Franské říše. Podepsání smlouvy je symbolické i datem, poněvadž 22. ledna uběhlo 56 let od podepsání Elysejské smlouvy mezi Francií a Západním Německem, která dala vznik tzv. ose Paříž–Bonn.

## Obsah
Cílem smlouvy je více integrovat francouzskou a německou politiku na mezinárodním spektru a v rámci Evropské unie. Součástí dohody je také větší spolupráce a sjednocení diplomacií obou zemí, kupříkladu jednotný postoj obou zemí při jednání v Evropském parlamentu a s ostatními zeměmi EU.  Smlouva hovoří i o spolupráci ve věci obrany a společné obraně obou zemí před vnitřními a vnějšími hrozbami. Kromě obrany se má také koordinovat společný vývoz zbraní do zahraničí a zbraňový průmysl celkově. Z ekonomického hlediska má smlouva dosáhnout propojení energetiky, průmyslu a zemědělství, a vznik společné hospodářské zóny.
Jedním z hlavních bodů je vznik tzv. německo-francouzských rad, které mají být těmi orgány, které budou vzájemnou spolupráci řídit a iniciovat. Rady se mají scházet třikrát ročně a jejich prostřednictvím se mohou scházet i členové vlád obou států. Ze smlouvy vyplývá, že ministerstva obou zemí mohou očekávat zásahy vlády druhého státu v rámci integrační politiky. S touto politikou jsou spjaté i body zaručující začleňování evropských zákonů mezi zákony států.
Mezi body smlouvy je také zařazena výuka obou jazyků v obou zemích vzájemně, především v pohraničním Alsasku. Integrace se pak týká rozšíření spolupráce francouzských a německých partnerských měst.

## Kritika
Podle kritiků ratifikací smlouvy vznikne de facto francouzsko-německý superstát. Kvůli důležitosti obou zemí také podle nich hrozí monopolizace evropské politické scény ve prospěch jádra EU a zvýšení brojení proti národním státům a státům s protievropskými tendencemi, především proti Polsku a Maďarsku.
Veřejnost smlouvu kritizuje pro nedostatek informací o jejím obsahu s veřejností. Občanská sdružení lidí žijících v Alsasku smlouvu označují za ignorování výsledku prusko-francouzské války, při níž bylo Alsasko anektováno Německým císařstvím. Europoslanci České republiky smlouvu označili za nečekanou a za překvapení a tvrdí, že neproběhla jakákoliv debata o její podobě a ratifikaci.
Existují tvrzení, že smlouva je reakcí na nadcházející Brexit a upevnění francouzsko-německé hegemonie v EU, zejména krátce před konáním voleb do Evropského parlamentu, kde se předpokládá posílení euroskeptiků a nacionalistů. Italský vicepremiér Matteo Salvini oznámil plány sblížit politiku Itálie a Polska jako protiváhu francouzsko-německého paktu.